# Ellie Brazil
Ellie Brazil (West Bridgford, 10 gennaio 1999) è una calciatrice inglese, attaccante del Charlton Athletic.

## Carriera

### Club
Ellie Brazil cresce in una famiglia di sportivi. Suo padre Gary, giunto nella sua quasi ventennale carriera professionistica e semiprofessionistica a giocare in Football League First Division con il Newcastle Utd, le trasmette la passione per il calcio. Per questo Ellie decide di iscriversi al Derby County Ladies Football Club per approfondire la tecnica di gioco, alternando l'attività con l'atletica leggera dove pratica la disciplina del mezzofondo e riesce a vincere una medaglia d'oro nella specialità degli 800 metri piani all'English Schools' Athletics Championships.
All'età di 16 anni si trasferisce al Birmingham City, dove ha l'occasione di fare il suo debutto in FA Women's Super League 1, il livello di vertice del campionato inglese femminile di calcio, nel corso della stagione 2016, il 24 aprile, nell'incontro perso 2-0 con il Manchester City. Con la squadra di Solihull, alla sua prima stagione viene impiegata dal tecnico David Parker in solo tre occasioni, classificandosi al quarto posto a fine campionato, mentre in quella successiva, terminata al settimo posto, le concede maggiore fiducia impiegandola in sei incontri sugli otto disputati dalla sua squadra nella corta stagione dovuta alla riforma del campionato da parte della federazione calcistica dell'Inghilterra (The FA).
Nell'agosto 2017 Brazil coglie l'opportunità di giocare per la prima volta in carriera un campionato estero, decidendo di sottoscrivere un contratto con le campionesse d'Italia della Fiorentina Women's per giocare in Serie A, massimo livello del campionato italiano, dalla stagione 2017-2018. Durante la stagione è inoltre inserita in rosa nella formazione iscritta al Campionato Primavera.
Nel 2018 passa al Brighton & Hove Albion Women Football Club, restandovi quattro anni prima di accasarsi al Tottenham, dove dal 2022 al 2024 troverà però poco spazio, finendo svincolata. 

### Nazionale
Brazil inizia ad essere convocata dalla FA per indossare le maglie delle nazionali giovanili nei primi anni duemiladieci, inizialmente nella formazione Under-15, per passare alla Under-17 nel 2014. Per fare il suo esordio in una competizione UEFA deve attendere il 25 marzo 2016, nell'incontro dove l'Inghilterra supera per 3-1 le pari età della Serbia valido per la fase élite di qualificazione agli Europei di categoria di Bielorussia 2016. Grazie al terzo posto ottenuto nel torneo dalle inglesi, la nazionale acquisisce il diritto di partecipare al Mondiale di Giordania 2016; il tecnico John Griffiths la inserisce in rosa e la utilizza in tutti i quattro incontri disputati dall'Inghilterra, i tre del gruppo C dove si classifica al secondo posto dietro la Corea del Nord e i quarti di finale dove perde l'incontro 3-0 e viene eliminata dal Giappone.
Nel 2017 la responsabile della formazione Under-19 Mo Marley la convoca per la fase élite di qualificazione agli Europei U19 di Irlanda del Nord 2017, facendo il suo esordio il 5 aprile 2017, nell'incontro vinto per 3-0 sulle avversarie della Turchia e dove al 22' è autrice della seconda rete per le inglesi. Condivide con le compagne l'accesso alla fase finale e il percorso che si ferma alla fase a gironi, classificate al terzo posto del gruppo B.

## Palmarès

### Club
- Coppa Italia: 1

Fiorentina: 2017-2018